# Akisz
Akisz (latinosan Acis) görög mitológiai alak, Pán isten és Szümaithisz nimfa fia.
Szép fiatal férfi volt, és szerelmes lett Galateiába (neve jelentése Tejfehér), Néreusz gyönyörű lányába. Galateiát azonban Polüphémosz is szerette, és amikor meglátta a két fiatalt a tengerparton, dühében és féltékenységében egy sziklát dobott feléjük. Galateia ekkor a tengerbe menekült, de Akisz a kő alatt lelte halálát, és kifolyó vére folyóvá változott. Ez Szicília egyetlen folyóvize, a mai Jaci.
Akisz és Galateia esete Ovidius Átváltozások című műve által lett ismert. A történetet számos festmény is megörökíti, például Rafaello, Poussin, Watteau és Lorrain művei. Ezen felül több zenemű témáját is adta, Lully és Haydn operát, Händel kantátát írt a történetből.